# Adalbert Mischlewski
Adalbert Mischlewski (* 22. November 1919 in Berlin; † 18. Januar 2023 in Ebersberg) war ein deutscher römisch-katholischer Theologe,  Historiker und Gymnasiallehrer.

## Leben
Adalbert Mischlewski war seit 1939 Soldat im Zweiten Weltkrieg in Dänemark, Frankreich, den Niederlanden und dem damaligen Protektorat Böhmen und Mähren. Er geriet 1945 in US-Kriegsgefangenschaft, wurde aber bereits im Mai 1945 entlassen und lebte zunächst in Memmingen. Er studierte Geschichte und Neuphilologie an der Ludwig-Maximilians-Universität München (LMU) in München. Später trat das Mitglied des Bund Neudeutschlands (seit 1931) ins Münchner Priesterseminar ein und studierte zudem Theologie an der LMU in München und am Campo Santo Teutonico im Vatikan. Nach der Priesterweihe war er in der Seelsorge im Allgäu tätig und unterrichtete am Gymnasium Marktoberdorf katholische Religionslehre und Geschichte. Er ließ sich in den Laienstand zurückversetzen und heiratete die Lehrerin Johanna; beide unterrichteten anschließend am Gymnasium Grafing bei Ebersberg. In den 1980er Jahren ging er in den Ruhestand.
Mischlewski engagierte sich seit Kriegsende in der Erforschung des im 13. Jahrhundert gegründeten Antoniter-Ordens und hielt sich zu zahlreichen Forschungsaufenthalten in dem Stammkloster des Hospitalordens in südfranzösischen Saint-Antoine-l’Abbaye auf. 1968 wurde er an der LMU München mit einer Dissertation über die Grundzüge der Geschichte des Antoniterordens zum Dr. theol. promoviert. 1991 gründete er das Antoniter-Forum und die Gesellschaft zur Pflege des Erbes der Antoniter, deren Vorsitzender und Ehrenvorsitzender er war. Er war als anerkannter Forscher auch Herausgeber eines Jahresbuchs zur aktuellen Forschung und Dokumentation des Ordens mit insgesamt 26 Ausgaben. Das Antoniter-Forum wurde 2019 aufgelöst.
Mischlewski war 1994 Initiator der deutsch-französischen Städtepartnerschaft Grafing mit Saint Marcellin und des Schüleraustauschs der Grafinger Gymnasiasten. In Grafing initiierte er bis ins hohe Alter die Veranstaltungen der Grafinger Ökumeneabende, für die er 2005 mit dem Bundesverdienstkreuz ausgezeichnet wurde.
Adalbert Mischlewski starb am 18. Januar 2023 im Alter von 103 Jahren in Ebersberg.

## Ehrungen und Auszeichnungen
- Ehrenbürger von Grafing (2013)[6]
- Verdienstorden der Bundesrepublik Deutschland (2005)
- Ehrenmedaille des Département Isère für seine Forschung zum Wirken des Antoniter-Ordens (2016)[7]
- Bürgerpreis „Bayern leben Europa“ des Bayerischen Landtags (2018) für seine Antonierforschung und den Erhalt des Memminger Antonierhauses

## Schriften (Auswahl)
- Der Antoniterorden in Deutschland. In: Archiv für mittelrheinische Kirchengeschichte, Jg. 10 (1958), ISSN 0066-6432, S. 39–66 (auch als Sonderdruck), online.
- Grundzüge der Geschichte des Antoniterordens bis zum Ausgang des 15. Jahrhunderts. (Unter besonderer Berücksichtigung von Leben und Wirken des Petrus Mitte von Caprariis) (= Bonner Beiträge zur Kirchengeschichte 8). Böhlau, Wien 1976, ISBN 3-412-20075-1 (zugleich: München, Univ., Kath.-Theol. Fak., Diss., 1969).
- Ordre Hospitaler au moyen age: Les chanoines réguliers de Saint-Antoine-en-Viennois. Presses universitaires de Grenoble, Grenoble 1994, ISBN 2-7061-0547-X.
- Soziale Aspekte der spätmittelalterlichen Antoniusverehrung. In: Klaus Schreiner, Elisabeth Müller-Luckner (Hrsg.): Laienfrömmigkeit im späten Mittelalter. Formen, Funktionen, politisch-soziale Zusammenhänge. Oldenbourg, München 1992, S. 137–156 (Digitalisat).